# Giordano Orsini (cardinal en 1405)
Giordano Orsini iuniore est un cardinal italien né à Rome, capitale des États pontificaux, et décédé le 29 mai 1438 à Rome.

## Famille
Il est de la famille Orsini des papes Célestin III (1191-1198), Nicolas III (1277-1280) et Benoît XIII (1724-1730) et des cardinaux Matteo Orsini (1262), Latino Malabranca Orsini, O.P. (1278), Giordano Orsini (1278), Napoleone Orsini (1288), Francesco Napoleone Orsini (1295), Giovanni Gaetano Orsini (1316), Matteo Orsini (1327), Rinaldo Orsini (1350), Giacomo Orsini (1371), Poncello Orsini (1378), Tommaso Orsini (vers 1383), Latino Orsini (1448), Cosma Orsini, O.S.B. (1480), Giovanni Battista Orsini (1483), Franciotto Orsini (1517), Flavio Orsini (1565), Alessandro Orsini (1615), Virginio Orsini, O.S.Io.Hieros. (1641) et Domenico Orsini d'Aragona (1743).

## Repères biographiques
Giordano Orsini est auditeur à la Rote romaine. Il est élu archevêque de Naples en 1400.
Orsini est créé cardinal par le pape Innocent VII lors du consistoire de 12 juin 1405. Le cardinal Orsini est administrateur de Pécs en 1409-1410 et est transféré à l'archidiocèse de Pise en 1406, où il travaille pour l'union de l'Église avec les pseudo-cardinaux créés par l'antipape Benoît XIII. Il participe au Concile de Pise (1409) et est légat apostolique notamment en Espagne, à Bologne, en Marche Anconitana, en Hongrie et Bohème et en Allemagne. Orsini joue un rôle important au concile de Constance. Vers 1419 il est nommé grand pénitentiaire et il est aussi doyen du Collège des cardinaux. Orsini est légat pour présider le Concile de Bâle-Ferrare-Florence-Rome. Il est archiprêtre de la basilique Saint-Pierre et abbé commendataire de l'abbaye S. Pastore à Rieti.
Le cardinal Orsini participe au conclave de 1406, lors duquel Grégoire XII est élu, au conclave de 1409 (élection de l'antipape Alexandre V), de 1410 (élection de l'antipape Jean XXII), de 1417 (élection de Martin V) et de 1431 (élection d'Eugène IV). Le cardinal Orsini est un grand ami des arts et des lettres et a une riche collection de livres.